# Walter Schöler (Pädagoge)
Walter Schöler (* 20. August 1928 in Schwaan; † 23. Mai 1994 in Wien) war ein deutsch-österreichischer Unterrichtswissenschaftler.
Nach Ende des Zweiten Weltkriegs wurde er als Neulehrer für Deutsch und Geschichte ausgebildet und war ab 1. August 1946 in Parchim im Schuldienst des Landes Mecklenburg(-Vorpommern) beschäftigt. 1948 trat er in die SED ein. Im Jahr 1950 wurde er Leiter der Parchimer Fritz-Reuter-Schule. Ab 1952 studierte er Pädagogik an der Universität Rostock. Er wurde im Jahr 1955 an der Ernst-Moritz-Arndt-Universität Greifswald zum Dr. paed. promoviert; in seiner Dissertation befasste er sich mit „dem Einfluss des Philanthropismus auf das niedere Schulwesen“. Unter Fritz Müller war er ab 1957 an der Universität Rostock als Leiter der Abteilung Unterrichtsmethodik tätig und wurde erster Parteisekretär der Philosophischen Fakultät. Er begründete u. a. die Zeitschrift Unser Ostseebezirk. Beiträge für die sozialistische Erziehung in Geschichte und Staatsbürgerkunde, ein Baustein eines heimatgeschichtlichen Konzeptes, um den DDR-Patriotismus zu stärken. Dennoch wurde sein parteiliches Engagement als zu gering gerügt. 
Walter Schöler floh mit seinem 12-jährigen Sohn am 9. November 1960 aus der DDR erst nach West-Berlin, dann in die Bundesrepublik Deutschland, wo er arbeitslos blieb und deswegen im März 1961 nach Rostock zurückkehrte. Dort bot man ihm eine weniger bedeutende Stelle an, weshalb er am 2. Mai 1961 die DDR endgültig verließ. Er wurde 1963 in Aachen bei Johannes Zielinski mit einer Schrift über die Geschichte des naturwissenschaftlichen Unterrichts habilitiert. 1968 wechselte er an die Hochschule für Welthandel in Wien, ab 1970 baute er als Gründungsrektor die Hochschule für Bildungswissenschaften in Klagenfurt mit auf.
Er veröffentlichte mehr als 100 Schriften auf historischem, erziehungstheoretischem und didaktischem Gebiet. Er betreute als Professor mehr als 50 Dissertationen und Habilitationen.